# Mazda EZ-6
Mazda EZ-6 – elektryczny i hybrydowy samochód osobowy klasy średniej produkowany pod japońską marką Mazda od 2024 roku.

## Historia i opis modelu

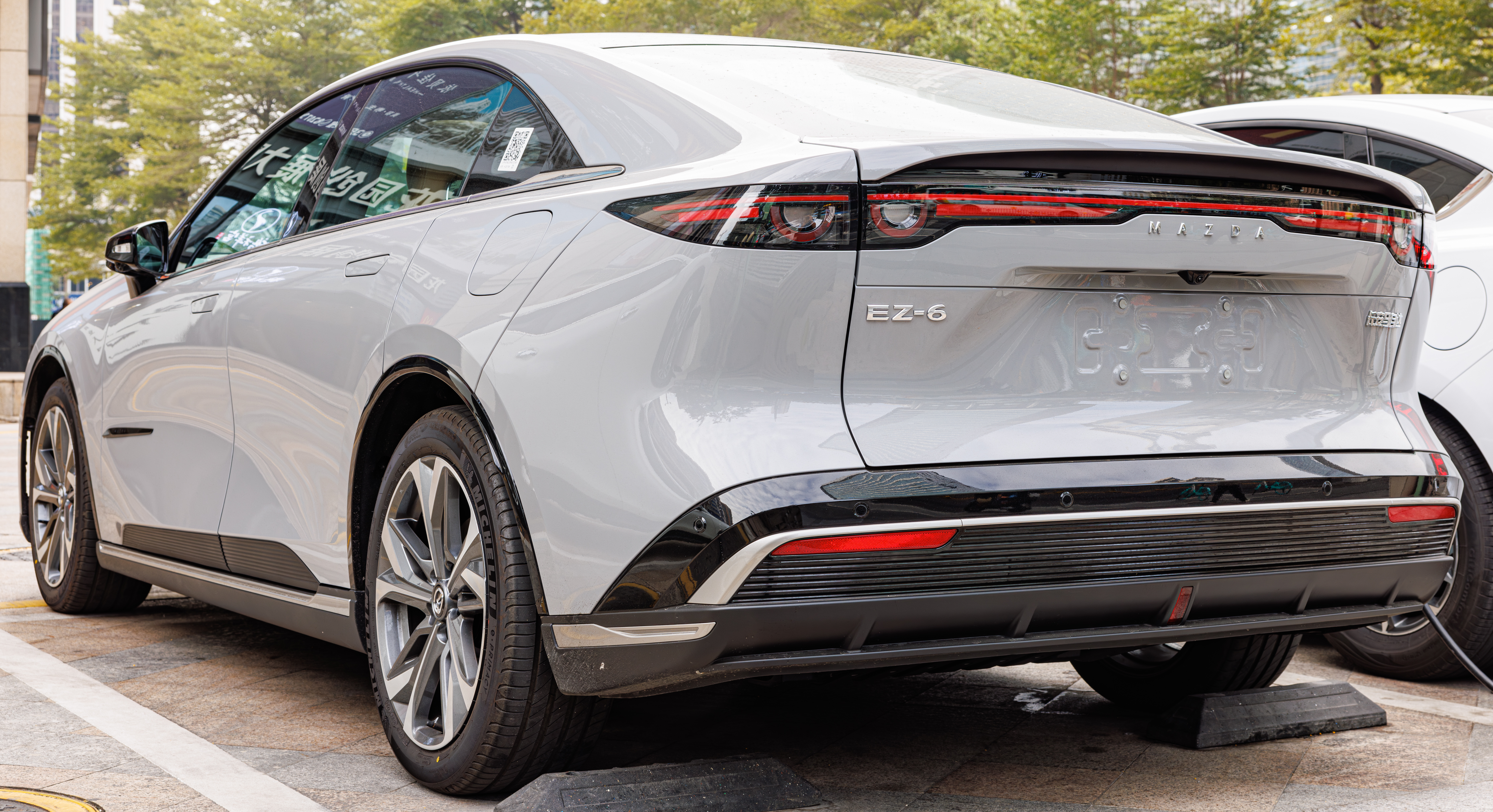
Mazda EZ-6 – tył

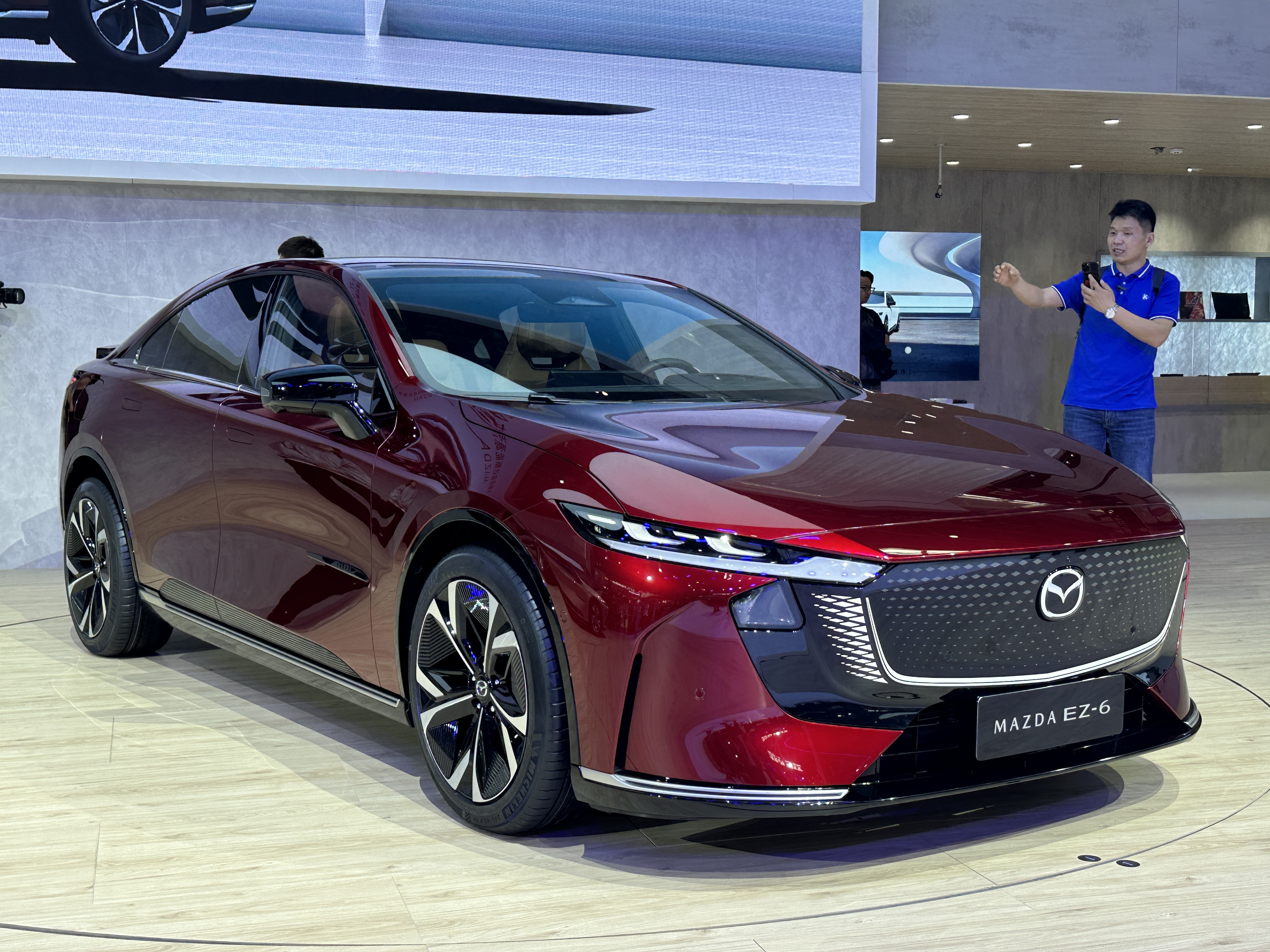
Mazda EZ-6 podczas premiery

Podczas międzynarodowych targów samochodowych w Pekinie w kwietniu 2024 chiński oddział Mazdy tworzony przez lokalne joint-venture Changan Mazda przedstawił nowy model klasy średniej zastępujący tu obecną na rynku do 2021 roku Mazdę 6. Samochód nie powstał od podstaw jako własna konstrukcja japońskiej firmy, lecz pochodna istniejącego już chińskiego modelu koncernu Changan – średniej wielkości liftbacka Deepal SL03.
Wzorem bliźniaczego modelu, Mazda EZ-6 zachowała charakterystyczne, smukłe proporcje z łagodnie zarysowaną linią dachu i krótkim, ściętym tyłem zwieńczonym listwą świetlną. Dla odróżnienia z kolei, samochód zyskał dłuższy, bardziej szpiczasty przód i typowy dla produktów japońskiej firmy obszerny sześciokątny grill sąsiadujący z wąskimi, strzelistymi reflektorami. Samochód zyskał także wysuwane klamki, a także otwierany spojler tylny na krawędzi klapy bagażnika.
Dużą autonomię w stosunku do chińskiego pierwowzoru Mazda zachowała przy projekcie kabiny pasażerskiej. Została ona wykończona licznymi chromowanymi akcentami, z opcjonalną możliwością przełamania czerni kontrastującymi materiałami na drzwiach, kierownicy, kokpicie czy fotelach. Przed dwuramienną kierownicą znalazł się wyświetlacz cyfrowych zegarów o przekątnej 10,2 cala, z kolei deskę rozdzielczą zdominował obszerny, 14,6 calowy ekran systemu multimedialnego pozwalający na sterowanie nie tylko podstawowymi funkcjami pojazdu i nawigacją, ale także klimatyzacją. Wyposażenie standardowe objęło m.in. rozbudowane oświetlenie ambientowe, przeszklony dach, a także 14-głośnikowy system nagłośnieniowy.

### Sprzedaż
Mazda EZ-6 została pierwotnie zbudowana wyłącznie z myślą o rynku chińskim, poszerzając niewielkie dotychczas lokalne portfolio samochodów ze zelektryfikowanymi układami napędowymi. Sprzedaż rozpoczęła się tuż po wiosennej premierze w maju 2024 roku, wstępnie bez planów eksportu na zewnętrzne rynki, które ostatecznie zrewidowano w sierpniu 2024. Wtedy to potwierdzono chęć poszerzenia zasięgu rynkowego wersji elektrycznej także o m.in. Europę, która ostatecznie zadebiutowała tam pod nazwą Mazda 6e w styczniu 2025 roku.

### Dane techniczne
Podstawowa Mazda EZ-6 została wyposażona w hybrydowy układ napędowy, który utworzył silnik benzynowy konstrukcji Changana i mocy 94 KM, a także jednostka elektryczna o mocy 215 KM. Ponadto, gamę układów napędowych Mazdy EZ-6 wzbogacił także w wariant w pełni elektryczny, którą napędził silnik o mocy 255 KM. Zasięg wersji hybrydowej w trybie mieszanym określono na ok. 1000 kilometrów według chińskiej normy pomiarowej CLTC, a w pełni elektrycznej – do 600 kilometrów.